# Chopped and screwed
Chopped and screwed (of: screwed and chopped) is een muziekstijl waarbij voornamelijk hiphopliedjes vertraagd worden afgespeeld (screw) en worden bewerkt met verschillende draaitafeltechnieken waaronder het overslaan en herhalen van beats (chop). Het werd als eerste gebruikt in de jaren 90 in Houston, Texas door de hiphop-legende DJ Screw. Sommigen zeggen dat chopped and screwed-muziek is geïnspireerd door de effecten van recreatief gebruik van codeïne en promethazine; anderen beweren dat DJ Screw al was begonnen met deze muziekstijl voordat hij deze middelen gebruikte. Tot op de dag van vandaag wordt chopped and screwed muziek geassocieerd met purple drank (ook wel onder andere syrup en lean genoemd), wat een mixdrank is van codeïne en/of promethazine en vaak Sprite. Chopped and screwed-muziek is vooral bekend en populair in het zuiden van de Verenigde Staten.

## Geschiedenis
DJ Screw begon met het maken van mixtapes, zogenaamde "screwtapes" of "greytapes", met rappers uit Houston. Hierbij vertraagde hij de liedjes en paste verschillende draaitafel technieken toe. Effecten zoals flanging en echo werden gecreëerd door twee dezelfde platen bijna tegelijk af te draaien. DJ Screw maakte duizenden mixtapes, vaak met een thema. Deze screwtapes hebben geholpen bij het opzetten van de carrières van vele artiesten uit Houston zoals Lil Flip, Lil' KeKe en Z-Ro. Al voor de dood van DJ Screw in 2000 was het genre erg bekend in de zuidelijke staten van de VS.
Na de dood van DJ Screw zijn sommigen afgestapt van de term chopped and screwed en zijn over gestapt op een term die niet verwijst naar DJ Screw. Voorbeelden hiervan zijn chopped up, slowed & throwed en slow, load and bangin (SLAB).
Naast DJ Screw hebben andere djs zoals OG Ron C en Michael 5000 Watts zich beziggehouden met chopped and screwed-muziek. Onder anderen Paul Wall, Slim Thug, Chamillionaire en Mike Jones zijn bekend geworden door het werk van deze dj's.

## Groei
Tegenwoordig worden ook albums van grote labels in chopped and screwed variant uitgebracht. Soms kan men dan een dubbel CD aanschaffen waarvan een van de twee CDs een screwed & chopped variant is van de andere. Het kan ook zijn dat een screwed & chopped CD en zijn ongemixte variant apart verkocht worden, in deze gevallen gebeurt het incidenteel dat de screwed & chopped versie vaker verkoopt dan het origineel.
Chopped and screwed-muziek beperkt zich niet langer tot alleen het zuiden van de Verenigde Staten, ook in de rest van het land zijn er artiesten die aan dit genre bijdragen. Ook in het zuiden en oosten van Nederland, en dan met name in Gelderland, zijn er artiesten die chpped and screwed-versies van hun liedjes, cd's en mixtapes uitbrengen.

## Thundercat
De stijl verspreidt zich sporadisch ook buiten het werk van rappers, met als meest prominente voorbeeld Drank, een integrale remix van het album Drunk van bassist en soulzanger Thundercat. De remix verscheen in eerste  instantie als download op het internet, maar werd uiteindelijk heruitgegeven door platenlabel Brainfeeder, nadat Thundercat te kennen had gegeven de remix boven het origineel te prefereren.

## T-Pain
R&b- en hiphop-artiest T-Pain bracht op 22 september 2008 de single genaamd Chopped N Skrewed uit op de Canadese iTunes winkel. Deze single verscheen op 11 november dat jaar op zijn derde album, Thr33 Ringz. In de tekst van deze single worden verschillende situaties beschreven waarin mannen misleid worden door vrouwen, gevolgd door de tekst "You've officially been screwed (...), chopped and screwed".